# كأس أيرلندا الشمالية 1981–82
كأس أيرلندا الشمالية 1981–82 (بالإنجليزية: 1981–82 Irish Cup)‏ هو موسم من كأس أيرلندا. كان عدد الأندية المشاركة فيه 16، وفاز فيه نادي لينفيلد.

## النهائي
| نادي لينفيلد                  | 2 – 1 | نادي كوليرين |
| ----------------------------- | ----- | ------------ |
| ليندسي ماكوين · Murray (pen.) | تقرير | فيليكس هيلي  |